# Скоала (футбольный клуб)
«Скоала» (фар. Skála Ítróttarfelag) — фарерский футбольный клуб из деревни Скоала, острова Эстурой. Основан в 1965 году. Выступает в Бетридайльдин — премьер-лиге Фарерских островов.
Лучшим сезоном в истории команды был 2005. Тогда команда заняла 2 место в премьер-лиге и вышла в Кубок УЕФА 2006/2007.

## История
Долгое время команда играла лишь товарищеские матчи. Только в 2000 году команда добилась выхода во 2 дивизион. Ещё 2 успешно проведённых сезона принесли «Скале» место в премьер-лиге.
Сезон 2002 был для команды весьма успешным — она сумела остаться в премьер-лиге. Однако в 2003 году после разгромного поражения от «Твёройри» со счётом 0:7 «Скала» вылетела в Первый дивизион.
По итогам сезона 2004, команда вновь вернулась в премьер-лигу. А в 2005 году заняла в ней второе место, отстав от «Б-36» на 4 очка, и тем самым получила право сыграть в Кубке УЕФА 2006/2007. По результатам жеребьёвки соперником «Скалы» стал норвежский «Старт». Обе игры были проиграны со счётом 0:1 и 0:3.
Весной 2014 года в «Скале» на вратарской позиции появился российский легионер Марк Рютин, который стал первым в истории Фарерского чемпионата футболистом с российским гражданством.

## Статистика выступлений в еврокубках
| Сезон   | Соревнование    | Раунд                    | Хозяева         | Гости           | Результат |
| ------- | --------------- | ------------------------ | --------------- | --------------- | --------- |
| 2005    | Кубок Интертото | 1 раунд                  | Скала           | Тампере Юнайтед | 0:2       |
| 2005    | Кубок Интертото | 1 раунд                  | Тампере Юнайтед | Скала           | 1:0       |
| 2006/07 | Кубок УЕФА      | 1 квалификационный раунд | Скала           | Старт           | 0:1       |
| 2006/07 | Кубок УЕФА      | 1 квалификационный раунд | Старт           | Скала           | 3:0       |

| Соревнование    | М | В | Н | П | ГЗ | ГП |
| --------------- | - | - | - | - | -- | -- |
| Кубок УЕФА      | 2 | 0 | 0 | 2 | 0  | 4  |
| Кубок Интертото | 2 | 0 | 0 | 2 | 0  | 3  |
| Итого           | 4 | 0 | 0 | 4 | 0  | 7  |

## Текущий состав
на 12 августа 2021
| Номер | Игрок                   | Страна                  | Позиция      |
| 25    | Педро Морено            | Флаг Испании            | Вратарь      |
| 1     | Тори Традара            | Флаг Фарерских островов | Вратарь      |
| 12    | Суни Эрнстссон          | Флаг Фарерских островов | Вратарь      |
| 12    | Кристин Вильхельмсен    | Флаг Фарерских островов | Вратарь      |
| 25    | Пер Расмуссен           | Флаг Фарерских островов | Вратарь      |
| 11    | Тейтур Йоенсен          | Флаг Фарерских островов | Защитник     |
| 20    | Петур Паули Миккельсен  | Флаг Фарерских островов | Защитник     |
| 2     | Рой Ольсен              | Флаг Фарерских островов | Защитник     |
| 4     | Педро Таранкон          | Флаг Испании            | Защитник     |
| 5     | Ханус Миккельсен        | Флаг Фарерских островов | Защитник     |
| 7     | Кристиан Мартин Якобсен | Флаг Фарерских островов | Защитник     |
| 8     | Дьони Петерсен          | Флаг Фарерских островов | Защитник     |
| 12    | Карл Мартин Йохансен    | Флаг Фарерских островов | Защитник     |
| 26    | Тейтур Поульсен         | Флаг Фарерских островов | Защитник     |
| 2     | Йонард Фредериксберг    | Флаг Фарерских островов | Защитник     |
| 15    | Бьярти Торлейфссон      | Флаг Фарерских островов | Защитник     |
| 6     | Пэтур Дам Якобсен       | Флаг Фарерских островов | Полузащитник |
| 17    | Нильс Паули Даниэльсен  | Флаг Фарерских островов | Полузащитник |
| 16    | Якуп Йоенсен            | Флаг Фарерских островов | Полузащитник |
| 3     | Микаль О Рейнотрёд      | Флаг Фарерских островов | Полузащитник |
| 23    | Давид Йохансен          | Флаг Фарерских островов | Полузащитник |
| 29    | Мартин Йохансен         | Флаг Фарерских островов | Полузащитник |
| ?     | Якуп Антониуссен        | Флаг Фарерских островов | Полузащитник |
| 10    | Поуль Калльсен          | Флаг Фарерских островов | Нападающий   |
| 18    | Ян Ханссен              | Флаг Фарерских островов | Нападающий   |
| 9     | Аксель Даниельсен       | Флаг Фарерских островов | Нападающий   |
| 19    | Андреас Якобсен         | Флаг Фарерских островов | Нападающий   |